# کلین سادات
کلین خالصه، روستایی از توابع بخش شریف‌آباد شهرستان پاکدشت در استان تهران ایران است. روستای کلین در کیلومتر ۴۰ جاده خاوران واقع شده‌است. این روستا یکی از مراکز تولیدکننده گل در سطح شهرستان پاکدشت می‌باشد. اکثریت مردم این روستا لر می‌باشند و از ایل بزرگ هداوند هستند. در این روستا طایفه‌های دیگری همچون.گروسی. نصیری، رییسی، مظاهری،نوری نیز سکونت دارند. مقبره شیخ محمد کلینی درنجف است و شیخ یعقوب ، پدر شیخ محمد در روستای کلین خالصه واقع در بخش شريف آباد پاكدشت مدفون است.

## دایی محدث بزرگ شیعه ابوجعفر محمد بن یعقوب معروف بهثقةالاسلام کلینی(شیخ کلینی) صاحب کتابالکافی، اهل این روستا بوده و مقبرهٔ اش نیز در آنجا واقع است و بقعه ای دارد.
این روستا در دهستان کلین قرار دارد و براساس سرشماری مرکز آمار ایران در سال ۱۳۸۵، جمعیت آن ۲۵۰۰ نفر(۵۵۰ خانوار) بوده‌است.